# Zgornja Kostrivnica
Zgornja Kostrivnica je naselje v Občini Rogaška Slatina. Leta 2020 je v naselju živelo 149 prebivalcev.

## Galerija slik
- Znamenje ob poti